# Каргонжей
Каргонжей — опустевший посёлок Ковылкинского района Республики Мордовия в составе Рыбкинского сельского поселения.

## География
Находится на расстоянии примерно 22 километра по прямой на север от районного центра города Ковылкино.

## Население
Постоянное население составляло 2 человека (мордва-мокша 100 %) в 2002 году, 0 в 2010 году.